# Atherigona bidens
Atherigona bidens är en tvåvingeart som beskrevs av Willi Hennig 1952. Atherigona bidens ingår i släktet Atherigona och familjen husflugor. Inga underarter finns listade i Catalogue of Life.